# 拉克倫·傑克遜
拉克倫·傑克遜（Lachlan Robert Tua Jackson，1995年3月12日—）是韓國的一位職業足球運動員，在場上的位置是後衛。他現在效力於K聯賽1球隊水原FC。他在2015年轉會紐卡斯爾。傑克遜也代表澳大利亞U23國家足球隊參賽。

## 外部連結
- Soccerway資料庫：Lachlan Jackson